# Vallée-de-l'Ouest (district rural)
Vallée-de-l'Ouest est un district rural du Nouveau-Brunswick, situé dans le territoire de la commission de services régionaux de la Vallée-de-l'ouest. La municipalité a été constituée le 1er janvier 2023, à partir du district de services locaux (DSL) de la paroisse de Drummond, ainsi que des portions des DSL de la paroisse d'Andover, de la paroisse de Gordon, de la paroisse de Kent, de la paroisse de Lorne et de la paroisse de Perth.